# Zeno Payne Metcalf
Zeno Payne Metcalf (né à Lakeville, Ohio, États-Unis le 1er mai 1885 et mort à Raleigh, Caroline du Nord, États-Unis le 5 janvier 1956) est un entomologiste américain spécialiste de l'ancien sous-ordre des Homoptères (Auchenorrhyncha). Il est l'auteur de la description de nombreux genres et espèces.

## Biographie
Zeno Payne Metclaf est né à Lakeville, Ohio aux États-Unis le 1er mai 1885. Fils d'Abel Crawford Metcalf et de Catherine (Fulmer) Metcalf, il est le frère de Clell Lee Metcalf (1888-1948), entomologiste spécialiste des diptères, et l'oncle de Robert Lee Metcalf (1916-1998) également entomologiste.
Il étudie à l'Université d'État de l'Ohio où il obtient son Baccalauréat en 1907, puis à l'Université Harvard où il obtient son Doctorat en sciences en 1925,.
Il enseigne l'entomologie à l'Université d'État du Michigan pendant un an, de 1907 à 1908, puis rejoint le Département de l'agriculture de la Caroline du Nord ou il exerce jusqu'en 1912 comme assistant entomologiste. En 1912, il devient professeur associé à l'Université d'État de Caroline du Nord où il réalisera toute sa carrière et où il deviendra professeur "William Neal Reynolds" (l'une des plus hautes distinctions de cette Université) de zoologie et d'entomologie en 1953.
Il épouse, le 20 octobre 1909, Mary Luella Correll originaire de Wooster dans l'Ohio dont il aura une fille, Katherine (épouse Brown).
Il a été directeur du Département de zoologie et d'entomologie de l'Université d'État de Caroline du Nord de 1912 à 1950, directeur de l'Enseignement à l'Ecole d'Agriculture de 1923 à 1944, directeur des études supérieures de 1940 à 1943 et vice-doyen de la Graduate School de 1943 à 1950. À diverses occasions, il a été professeur invité à l'Université d'État de l'Ohio, à l'Université d'État du Michigan et à l'Université Duke,.
Zeno Payne Metcalf a été un membre actif de nombreuses sociétés savantes et a notamment été président de la Société américaine d'écologie (1949) et de l'American Microscopical Society (1927),. Il a également été éditeur de la revue Ecology et président de l'Académie des sciences de Caroline du Nord.
Il est mort le 5 janvier 1956 dans sa maison de Raleigh, Caroline du Nord aux États-Unis,. Il est enterré au cimetière Oakwood de Raleigh, Caroline du Nord.

## Héritage naturaliste
Zeno Payne Metcalf est l'auteur de 9 livres et de 96 publications sur les homoptères. Il a également participé à la préparation d'un catalogue de 42 volumes des homoptères du monde dont quinze volumes avaient été publiés ou étaient sous presse au moment de sa mort et plusieurs autres quasiment complétés. Le catalogue a été complété par la suite et comptait à sa mort plus de 512000 références bibliographiques.
Il a publié avec son frère Clell Lee Metcalf,.
Il était proche du botaniste Bertram Whittier Wells avec lequel il a œuvré pour l'enseignement de la théorie de l'évolution.

### Liste de sous-familles, super-tribus, tribus, sous-tribus, genres, sous-genre, espèces et sous-espèces décrits
Au cours de la quarantaine d'années de recherche principalement consacrée à l'étude des Auchenorrhyncha, Zeno Payne Metcalf a décrit et nommé un nombre notable de sous-familles, super-tribus, tribus, sous-tribus, genres, sous-genre, espèces et sous-espèces nouvelles,.
Les taxons décrits par Zeno Payne Metcalf ne doivent pas être confondus avec ceux décrits par son frère Clell Lee Metcalf comme Sericomyia carolinensis (Metcalf, 1917) par exemple.

#### Sous-familles, super-tribus, tribus et sous-tribus
Sous-famille
- Amyclinae Metcalf, 1938

Super-tribu
- Apatesonites Metcalf, 1938

Tribus
- Amyclini Metcalf, 1938
- Apatesonini Metcalf, 1938
- Bennini Metcalf, 1938
- Cladodipterini Metcalf, 1938
- Diloburini Metcalf, 1938
- Paralystrini Metcalf, 1938
- Pintaliini Metcalf, 1938
- Stenophlepsiini Metcalf, 1938
- Xosopharini Metcalf, 1947
- Zannini Metcalf, 1938

Sous-tribus
- Calyptoproctina Metcalf, 1938
- Odontopterina Metcalf, 1938

#### Genres et sous-genres
Genres
- Acanthocerana Metcalf, 1945
- Achilorma Metcalf & Bruner, 1930
- Adelidoria Metcalf, 1952
- Aphaenina Metcalf, 1947
- Archara Metcalf, 1945
- Bergrothora Metcalf, 1952
- Byllisana Metcalf & Bruner, 1948
- Catonoides Metcalf, 1938
- Coronacella Metcalf, 1950
- Dakshiana Metcalf & Bruner, 1948
- Deocerus Metcalf & Bruner, 1948
- Distiana Metcalf, 1952
- Doriana Metcalf, 1952
- Euidellana Metcalf, 1950
- Eurocerus Metcalf, 1945
- Faventilla Metcalf, 1948
- Flataloides Metcalf, 1938
- Flatarina Metcalf & Bruner, 1948
- Flatarissa Metcalf & Bruner, 1948
- Flatidissa Metcalf, 1952
- Goniopsara Metcalf, 1952
- Gordiacea Metcalf, 1948
- Hemikyptha Metcalf, 1927
- Hemiphile Metcalf, 1952
- Issarius Metcalf, 1950
- Itatiayana Metcalf, 1952
- Kardopocephalus Metcalf, 1938
- Koloptera Metcalf, 1938
- Leptolamia Metcalf, 1936
- Maeniana Metcalf, 1952
- Matsumuranoda Metcalf, 1943
- Melicharoptera Metcalf, 1938
- Melichitona Metcalf, 1952
- Meliprivesa Metcalf, 1952
- Meloenopia Metcalf, 1952
- Melormenis Metcalf, 1938
- Melormenoides Metcalf, 1954
- Muirileguatia Metcalf, 1945
- Muirolonia Metcalf, 1936
- Neocenchrea Metcalf, 1923
- Nesiana Metcalf, 1952
- Ormenana Metcalf & Bruner, 1948
- Ormenaria Metcalf & Bruner, 1948
- Paradascalia Metcalf, 1938
- Perissana Metcalf, 1952
- Phylliana Metcalf, 1952
- Planodascalia Metcalf & Bruner, 1948
- Platonax Metcalf, 1938
- Poecilocarda Metcalf, 1952
- Pseudoflatoides Metcalf, 1938
- Pseudomysidia Metcalf, 1938
- Pseudotangia Metcalf, 1938
- Rentinus Metcalf, 1947
- Shirakiana Metcalf, 1945
- Silvanana Metcalf, 1947
- Swezeyaria Metcalf, 1946
- Tangella Metcalf & Bruner, 1930
- Taractellus Metcalf, 1948
- Thioniamorpha Metcalf, 1938
- Thioniella Metcalf, 1938
- Traxus Metcalf, 1923
- Ugandana Metcalf, 1952
- Vanuoides Metcalf, 1938

Sous-genres
- Cixidia (Epiptera) Metcalf, 1922
- Perissana (Perissana) Metcalf, 1952
- Sevia (Ateson) Metcalf, 1938

#### Espèces et sous-espèces
- Acanalonia carinata Metcalf & Bruner, 1930
- Acanalonia fasciata Metcalf, 1923
- Acanalonia gundlachi Metcalf & Bruner, 1930
- Acanalonia insularis Metcalf & Bruner, 1930
- Acanalonia lineata Metcalf & Bruner, 1930
- Acanalonia viridula Metcalf & Bruner, 1930
- Acraephia flavescens Metcalf, 1947
- Acraephia opaca Metcalf, 1947
- Afronersia melichariana (Metcalf, 1946)
- Afronisia muiri (Metcalf, 1945)
- Alphina glauca (Metcalf, 1923)
- Amblycratus fuscus Metcalf, 1938
- Anotia punctata Metcalf, 1938
- Asiraca germari Metcalf, 1943
- Bebaiotes banksi (Metcalf, 1938)
- Birdantis obscura distanti Metcalf, 1947
- Bothriocera basalis Metcalf, 1938
- Bothriocera drakei Metcalf, 1923
- Bruchomorpha decorata Metcalf, 1923
- Bruchomorpha minima Metcalf, 1923
- Bruchomorpha rugosa Metcalf, 1923
- Bulldolonia impressa (Metcalf & Bruner, 1930)
- Byllisana brunnea Metcalf & Bruner, 1948
- Carthaeomorpha balloui Metcalf & Bruner, 1948
- Catonia carolina Metcalf, 1923
- Catonia lunata Metcalf, 1923
- Catonia pini Metcalf, 1923
- Catonoides fusca Metcalf, 1938
- Caudibeccus punctatus (Metcalf, 1954)
- Cedusa australis (Metcalf, 1923)
- Cedusa incisa (Metcalf, 1923)
- Cedusa spinosa (Metcalf, 1945)
- Cemus kirkaldyi (Metcalf, 1943)
- Cixidia brittoni (Metcalf, 1923)
- Cixidia lapponica hyalina (Metcalf, 1948)
- Cixius apicalis Metcalf, 1923
- Cixius matsumurai Metcalf, 1936
- Colgorma campestris Metcalf & Bruner, 1930
- Colgorma montana Metcalf & Bruner, 1930
- Colpoptera caldwelli Metcalf, 1958
- Colvanalia apicalis (Metcalf, 1954)
- Corbulo guamensis (Metcalf, 1946)
- Crepusia ornata Metcalf, 1938
- Cyarda acuminipennis haitensis Metcalf & Bruner, 1948
- Cyarda acutissima Metcalf & Bruner, 1948
- Cyarda cubensis Metcalf & Bruner, 1948
- Cyarda fuscifrons Metcalf & Bruner, 1948
- Cyarda walkeri Metcalf, 1923
- Cyclopoliarus omani (Metcalf, 1938)
- Dakshiana katharina Metcalf & Bruner, 1948
- Delphacodes flava Metcalf, 1943
- Delphacodes semiobscura Metcalf, 1943
- Delphacodes shermani (Metcalf, 1923)
- Delphacodes staminata (Metcalf, 1923)
- Delphacodes unda (Metcalf, 1923)
- Delphacodes waldeni (Metcalf, 1923)
- Delphacodes walkeri Metcalf, 1943
- Derbe buscki Metcalf, 1938
- Dictyophara lindbergi Metcalf, 1955
- Dictyophara bergevini Metcalf, 1946
- Dictyophara palisoti Metcalf, 1946
- Dracela acuta (Metcalf, 1938)
- Eocenchrea costalis fusca (Metcalf, 1936)
- Euidellana carolinensis Metcalf, 1950
- Eurocalia luella (Metcalf & Bruner, 1948)
- Eurocalia pallescens (Metcalf & Bruner, 1948)
- Eurocerus sinuatus Metcalf, 1945
- Euryphlepsia palescens (Metcalf, 1954)
- Eusyphax bivittatus (Metcalf, 1946)
- Exoma fuscus (Metcalf & Bruner, 1948)
- Flatarina aguiari Metcalf & Bruner, 1948
- Flatarissa humeralis Metcalf & Bruner, 1948
- Flatarissa variegata Metcalf & Bruner, 1948
- Flatoidinus acutus bipunctatus Metcalf & Bruner, 1948
- Flatoidinus acutus humeralis Metcalf & Bruner, 1948
- Flatoidinus kartaboensis Metcalf, 1945
- Flatoidinus lugubris Metcalf & Bruner, 1948
- Flatoidinus olivaceus Metcalf & Bruner, 1948
- Gamergus stali Metcalf, 1958
- Gnezdilovius formosanus (Metcalf, 1955)
- Haplaxius truncatus (Metcalf, 1923)
- Herpis albida (Metcalf, 1938)
- Herpis fusca (Metcalf, 1938)
- Herpis serrata (Metcalf, 1945)
- Issarius carolinensis Metcalf, 1950
- Issus walkeri Metcalf, 1958
- Javesella stali (Metcalf, 1943)
- Kamendaka perplexa (Metcalf, 1954)
- Kamendaka muiri Metcalf, 1945
- Kardopocephalus lineatus Metcalf, 1938
- Kuvera laticeps (Metcalf, 1936)
- Ladella acunae Metcalf & Bruner, 1930
- Lamenia obscurana Metcalf, 1945
- Lamenia onoensis Metcalf, 1950
- Lappida fusca Metcalf, 1938
- Lappida rubrovittata Metcalf, 1938
- Levu pallescens (Metcalf, 1946)
- Megamelus aestus Metcalf, 1923
- Megamelus distinctus Metcalf, 1923
- Megamelus inflatus Metcalf, 1923
- Melanoliarus montanus (Metcalf, 1923)
- Melanoliarus texanus (Metcalf, 1923)
- Melormenoides asymmetrica (Metcalf & Bruner, 1948)
- Melormenoides fusca Metcalf, 1954
- Melormenoides inconspicua (Metcalf & Bruner, 1948)
- Melormenoides maestralis (Metcalf & Bruner, 1948)
- Melormenoides variegata (Metcalf & Bruner, 1948)
- Metcalfa frigida (Metcalf & Bruner, 1948)
- Metcalfa persea (Metcalf & Bruner, 1948)
- Metcalfa pruinosa cubana (Metcalf & Bruner, 1948)
- Metcalfa siboney (Metcalf & Bruner, 1948)
- Microledrida flava Metcalf, 1923
- Monoflata banksi Metcalf, 1938
- Myconus uniformis (Metcalf, 1938)
- Myndus apicalis (Metcalf, 1954)
- Myndus bifurcata Metcalf, 1946
- Myndus fusciterminalis (Metcalf, 1954)
- Myndus marginatus (Metcalf, 1954)
- Myndus niger (Metcalf, 1954)
- Myndus uniformis (Metcalf, 1954)
- Mysidia fasciata Metcalf, 1938
- Mysidia obscura Metcalf, 1938
- Mysidia pallescens Metcalf, 1938
- Mysidia punctifera Metcalf, 1938
- Mysidia subfusca Metcalf, 1938
- Neocenchrea ochracea Metcalf, 1945
- Neocenchrea pallida Metcalf, 1938
- Neomegamelanus lautus (Metcalf, 1923)
- Nilaparvata caldwelli Metcalf, 1955
- Nilaparvata gerhardi (Metcalf, 1923)
- Oecleus productus Metcalf, 1923
- Oliarus beebei Metcalf, 1945
- Oliarus carolinensis Metcalf, 1954
- Oliarus texana Metcalf, 1923
- Opsiplanon luellus (Metcalf, 1923)
- Ormenana fusca Metcalf & Bruner, 1948
- Ormenana nana Metcalf & Bruner, 1948
- Ormenana punctata Metcalf & Bruner, 1948
- Ormenis cubensis Metcalf & Bruner, 1948
- Ormenoides subflava Metcalf & Bruner, 1948
- Panormenis melichari Metcalf, 1955
- Paramysidia nigropunctata (Metcalf, 1938)
- Paratylana walkeri Metcalf, 1958
- Pareuidella triloba (Metcalf, 1923)
- Pelitropis cazieri Metcalf, 1954
- Pentastiridius fuscoapicatus (Metcalf, 1954)
- Persis pallescens (Metcalf, 1938)
- Persis fabriciana Metcalf, 1938
- Phaciocephalus carolinensis Metcalf, 1944
- Phaciocephalus onoi Metcalf, 1954
- Phrictus tripartitus Metcalf, 1938
- Phypia punctata (Metcalf, 1938)
- Picumna testacea Metcalf, 1938
- Pintalia castanea Metcalf, 1946
- Pintalia erecta Metcalf, 1938
- Pissonotus muiri Metcalf, 1943
- Pissonotus speciosus Metcalf, 1923
- Planodascalia aguayoi Metcalf & Bruner, 1948
- Planodascalia fusca Metcalf & Bruner, 1948
- Planodascalia obscura Metcalf & Bruner, 1948
- Planodascalia viridicosta Metcalf & Bruner, 1948
- Platonax maculata Metcalf, 1938
- Plectoderes scapularis Metcalf, 1938
- Pochazina walkeri Metcalf, 1955
- Pseudoflatoides fasciculosus fasciatus (Metcalf & Bruner, 1948)
- Pseudoflatoides fasciculosus maculosus (Metcalf & Bruner, 1948)
- Pseudoflatoides fasciculosus vittatus (Metcalf & Bruner, 1948)
- Pseudoflatoides lichenoides Metcalf & Bruner, 1948
- Pseudoflatoides tortrix flavus (Metcalf & Bruner, 1948)
- Pseudoflatoides tortrix habanensis (Metcalf & Bruner, 1948)
- Pseudomysidia fuscovaria Metcalf, 1938
- Pseudotangia sponsa Metcalf, 1938
- Purohita muiri Metcalf, 1943
- Pyrops oculatus nigritarsis (Metcalf, 1947)
- Remosa guerini Metcalf, 1954
- Remosa viridis Metcalf, 1954
- Rhynchomitra recurva (Metcalf, 1923)
- Setapius ovatus (Metcalf, 1955)
- Sevia fuscum (Metcalf, 1938)
- Sikaiana harti (Metcalf, 1923)
- Silvanana omani Metcalf, 1947
- Stenocranus arundineus Metcalf, 1923
- Stenocranus carolinensis Metcalf, 1954
- Stenocranus hokkaidoensis Metcalf, 1943
- Stenocranus matsumurai Metcalf, 1943
- Swezeyaria unicolor Metcalf, 1954
- Swezeyaria viridana Metcalf, 1946
- Syndelphax alexanderi (Metcalf, 1923)
- Syndelphax fulvidorsum (Metcalf, 1923)
- Syrgis walkeri Metcalf, 1958
- Tambinia guamensis Metcalf, 1946
- Tangia breviceps (Metcalf & Bruner, 1930)
- Thionia bullata bullata (Metcalf, 1938)
- Thionia crucifera Metcalf, 1938
- Thionia fowleri Metcalf, 1938
- Thionia quinquata Metcalf, 1923
- Thioniamorpha marmorata Metcalf, 1938
- Thioniella rugosa Metcalf, 1938
- Traxus fulvus Metcalf, 1923
- Trienopa walkeri Metcalf, 1958
- Tumidagena terminalis (Metcalf, 1923)
- Ugyops osborni Metcalf, 1943
- Ugyops walkeri Metcalf, 1943
- Ulanar muiri (Metcalf, 1943)
- Vanuoides pallescens Metcalf, 1938
- Vutina bipunctata Metcalf, 1938
- Zanna westwoodi Metcalf, 1947
- Zeunasa turca fustotestacea (Metcalf, 1947)

### Hommages
Rendant hommage à son travail, certains auteurs ont nommé de nouvelles espèces en son honneur avec les épithètes metcalfi ou metcalfa.

#### Liste des genres, espèces et sous-espèces nommés en l'honneur de Zeno Payne Metcalf
- Metcalfa Caldwell, 1951[12](ordre des Hemiptera, famille des Flatidae)

- Accacidia metcalfi Dworakowska, 1974[13] (ordre des Hemiptera, famille des Cicadellidae)
- Bhatia metcalfi (Linnavuori, 1960)[14] (ordre des Hemiptera, famille des Cicadellidae)
- Bothriocera metcalfi Caldwell, 1943[15] (ordre des Hemiptera, famille des Cixiidae)
- Caffrocixius metcalfi van Stalle, 1987[16] (ordre des Hemiptera, famille des Cixiidae)
- Cedusa metcalfi Flynn & Kramer, 1983[17]  (ordre des Hemiptera, famille des Derbidae)
- Cixius metcalfi Kramer, 1981[18] (ordre des Hemiptera, famille des Cixiidae)
- Cosmoscarta metcalfi Yuan & Zhou, 1992 [19]
- Cyrpoptus metcalfi Ball, 1933[20]
- Deltocephalus metcalfi Kramer, 1965[21] (ordre des Hemiptera, famille des Cicadellidae)
- Docalidia metcalfi Nielson, 1979[22] (ordre des Hemiptera, famille des Cicadellidae)
- Dorisiana metcalfi Sanborn & Heath, 2014[23] (ordre des Hemiptera, famille des Cicadidae)
- Elachodelphax metcalfi (Kusnezov, 1929)[24] (ordre des Hemiptera, famille des Delphacidae)
- Eumyndus metcalfi Synave, 1956[25] (ordre des Hemiptera, famille des Cixiidae)
- Herpis metcalfi O'Brien, 1987[26] (ordre des Hemiptera, famille des Derbidae)
- Hyalodictyon metcalfi O'Brien, 1987[26] (ordre des Hemiptera, famille des Dictyopharidae)
- Metcracis metcalfi (O'Brien, 1987)[26] (ordre des Hemiptera, famille des Flatidae)
- Mioscarta metcalfi Lallemand & Synave, 1953[27] (ordre des Hemiptera, famille des Cercopidae)
- Pintalia metcalfi O'Brien, 1987[26] (ordre des Hemiptera, famille des Cixiidae)
- Plethodon metcalfi Brimley, 1912[28] (ordre des Caudata, famille des Plethodontidae)[Note 3]
- Saccharodite metcalfi Zelazny, 1981[29] (ordre des Hemiptera, famille des Derbidae)
- Sinophora metcalfi Anufriev, 1972[30] (ordre des Hemiptera, famille des Aphrophoridae)

Un bâtiment de l'Université d'Etat de Caroline du Nord porte son nom, le Metcalf Hall, 2811 Thurman Drive, North Carolina State University, Hillsborough, Raleigh, Caroline du Nord, Etats-Unis.